# سا با

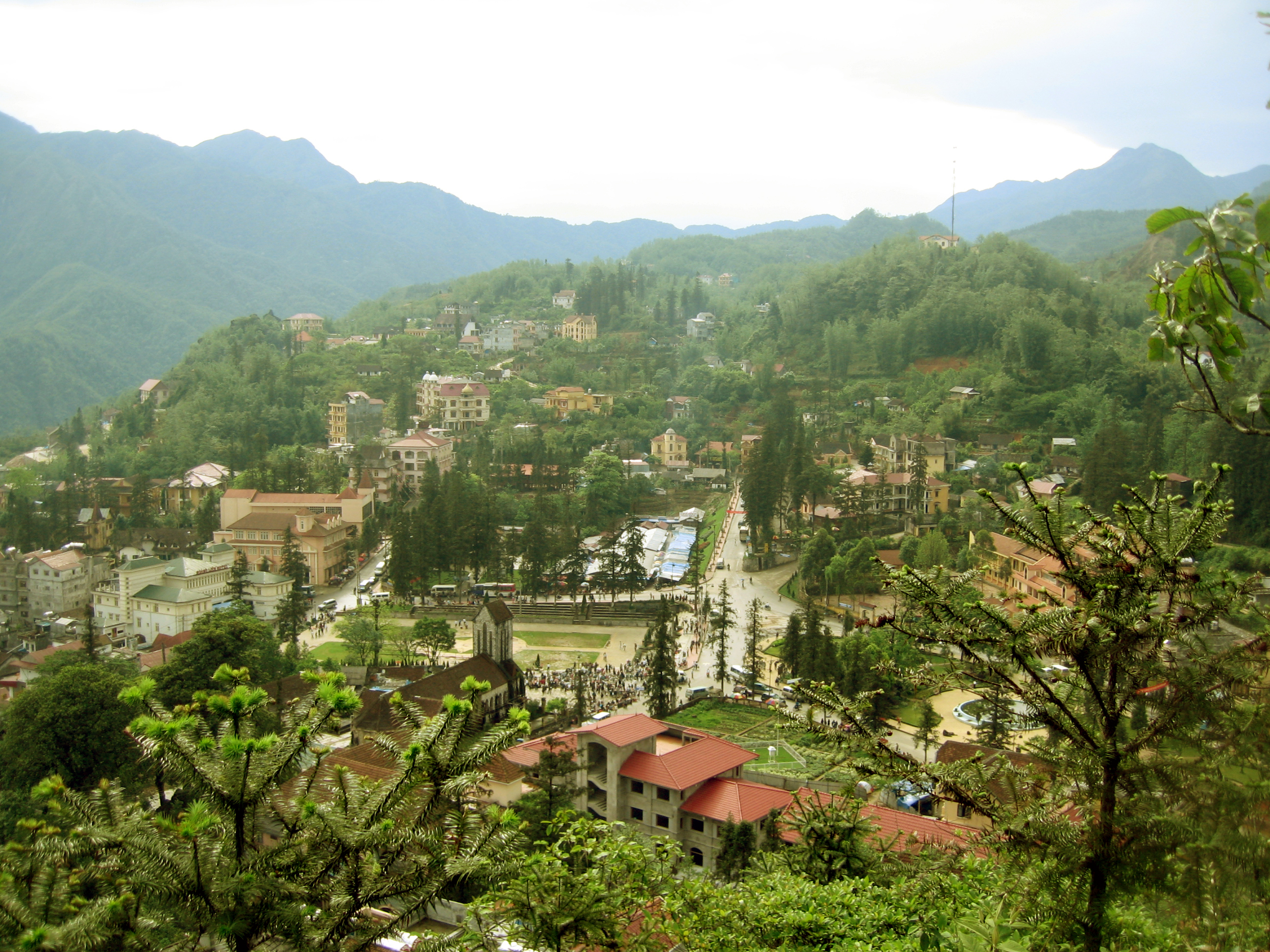
سا با

سا با هي مدينة في شمال غرب فيتنام ليست بعيدة عن الحدود الصينية. لها مصاطب الأرز ويمكن العثور عليها في وادي موونج هوا بين بلدة سا با والجبل Fansipan، على خلفية من الغابات الخيزران سميكة. سكان المناطق الجبلية المحلية، والهمونغ، جياي، داو، تاي، وجياي، وزراعة الأرز والذرة على هذه مدرجات الأرز، جنبا إلى جنب مع الخضر.

## المناخ
يظهر الجدول التالي التغييرات المناخية على مدار السنة لسا با:
| البيانات المناخية لـسا با                                                      | البيانات المناخية لـسا با | البيانات المناخية لـسا با | البيانات المناخية لـسا با | البيانات المناخية لـسا با | البيانات المناخية لـسا با | البيانات المناخية لـسا با | البيانات المناخية لـسا با | البيانات المناخية لـسا با | البيانات المناخية لـسا با | البيانات المناخية لـسا با | البيانات المناخية لـسا با | البيانات المناخية لـسا با | البيانات المناخية لـسا با |
| الشهر                                                                          | يناير                     | فبراير                    | مارس                      | أبريل                     | مايو                      | يونيو                     | يوليو                     | أغسطس                     | سبتمبر                    | أكتوبر                    | نوفمبر                    | ديسمبر                    | المعدل السنوي             |
| ------------------------------------------------------------------------------ | ------------------------- | ------------------------- | ------------------------- | ------------------------- | ------------------------- | ------------------------- | ------------------------- | ------------------------- | ------------------------- | ------------------------- | ------------------------- | ------------------------- | ------------------------- |
| الدرجة القصوى °م (°ف)                                                          | 23.0 (73.4)               | 29.2 (84.6)               | 28.1 (82.6)               | 29.8 (85.6)               | 28.8 (83.8)               | 29.4 (84.9)               | 28.5 (83.3)               | 29.6 (85.3)               | 27.2 (81.0)               | 27.2 (81.0)               | 26.7 (80.1)               | 24.0 (75.2)               | 29.8 (85.6)               |
| متوسط درجة الحرارة الكبرى °م (°ف)                                              | 12.5 (54.5)               | 14.1 (57.4)               | 18.1 (64.6)               | 21.2 (70.2)               | 22.4 (72.3)               | 22.8 (73.0)               | 23.0 (73.4)               | 23.1 (73.6)               | 21.6 (70.9)               | 19.0 (66.2)               | 15.9 (60.6)               | 13.4 (56.1)               | 18.9 (66.0)               |
| المتوسط اليومي °م (°ف)                                                         | 8.7 (47.7)                | 10.3 (50.5)               | 13.9 (57.0)               | 17.0 (62.6)               | 18.9 (66.0)               | 19.7 (67.5)               | 19.9 (67.8)               | 19.6 (67.3)               | 18.1 (64.6)               | 15.7 (60.3)               | 12.4 (54.3)               | 9.5 (49.1)                | 15.3 (59.5)               |
| متوسط درجة الحرارة الصغرى °م (°ف)                                              | 6.2 (43.2)                | 7.5 (45.5)                | 10.7 (51.3)               | 13.8 (56.8)               | 16.3 (61.3)               | 17.6 (63.7)               | 17.7 (63.9)               | 17.4 (63.3)               | 15.9 (60.6)               | 13.5 (56.3)               | 10.1 (50.2)               | 6.9 (44.4)                | 12.8 (55.0)               |
| أدنى درجة حرارة °م (°ف)                                                        | −6.1 (21.0)               | −1.3 (29.7)               | −3.5 (25.7)               | 3.0 (37.4)                | 8.2 (46.8)                | 10.8 (51.4)               | 7.0 (44.6)                | 10.4 (50.7)               | 8.7 (47.7)                | 5.6 (42.1)                | 1.0 (33.8)                | −3.2 (26.2)               | −6.1 (21.0)               |
| الهطول مم (إنش)                                                                | 63 (2.5)                  | 81 (3.2)                  | 106 (4.2)                 | 213 (8.4)                 | 346 (13.6)                | 410 (16.1)                | 465 (18.3)                | 449 (17.7)                | 313 (12.3)                | 215 (8.5)                 | 112 (4.4)                 | 64 (2.5)                  | 2٬836 (111.7)             |
| متوسط أيام هطول الأمطار                                                        | 15.4                      | 16.2                      | 15.5                      | 18.0                      | 22.5                      | 24.3                      | 25.7                      | 23.5                      | 20.0                      | 18.3                      | 13.8                      | 12.5                      | 225.9                     |
| متوسط الرطوبة النسبية (%)                                                      | 87.9                      | 85.6                      | 81.9                      | 82.4                      | 85.0                      | 87.3                      | 88.0                      | 88.5                      | 89.9                      | 90.6                      | 89.6                      | 87.3                      | 87.0                      |
| ساعات سطوع الشمس الشهرية                                                       | 117                       | 111                       | 155                       | 168                       | 147                       | 95                        | 106                       | 117                       | 102                       | 97                        | 107                       | 131                       | 1٬453                     |
| المصدر #1: Vietnam Institute for Building Science and Technology               |                           |                           |                           |                           |                           |                           |                           |                           |                           |                           |                           |                           |                           |
| المصدر #2: Vietnam Institute of Meteorology and Hydrology (January record low) |                           |                           |                           |                           |                           |                           |                           |                           |                           |                           |                           |                           |                           |